# Paralcis fulvisecta
Paralcis fulvisecta är en fjärilsart som beskrevs av W. Warren 1916. Paralcis fulvisecta ingår i släktet Paralcis och familjen mätare. Inga underarter finns listade i Catalogue of Life.